# Sophie Piccard
Sophie Piccard (São Petersburgo, 27 de setembro de 1904 – Friburgo, Suíça, 6 de janeiro de 1990) foi uma matemática russa-suiça, conhecida como a primeira professora ordinária da Suiça.
Foi palestrante convidada do Congresso Internacional de Matemáticos em Zurique (1932) e Oslo (1936).